# Víctor Andrés Belaúnde
Víctor Mario Rafael Andrés Belaúnde Diez-Canseco (Arequipa, 15 de diciembre de 1883-Nueva York, 14 de diciembre de 1966) fue un pensador, jurista, diplomático, político, intelectual, filósofo, escritor y educador peruano. Católico y humanista, formó parte de la "Generación del 900" (junto con Francisco García Calderón Rey y José de la Riva-Agüero y Osma). Al igual que José Carlos Mariátegui y Víctor Raúl Haya de la Torre —aunque desde posiciones ideológicas antagónicas— destacó como una de las voces más importantes en la reflexión de la sociedad peruana. Además llegó a ocupar la presidencia de la Asamblea General de las Naciones Unidas.

## Biografía
Sus padres fueron Mariano Belaúnde de la Torre y Mercedes Diez-Canseco Vargas, hija de Pedro Diez-Canseco y Corbacho, presidente del Perú. Hermano de Rafael Belaúnde Diez Canseco este padre del presidente Fernando Belaúnde Terry.
Se formó en los Colegios San Vicente de Paul y San José, luego ingresó a la Universidad Nacional de San Agustín de Arequipa. En 1901 pasó a Lima para estudiar en la Universidad Nacional Mayor de San Marcos, donde ejerció además la docencia universitaria (Historia de la Filosofía Moderna e Historia Moderna). Obtuvo los grados de doctor en Jurisprudencia (1908), Ciencias Políticas (1910) y Letras (1911).
En 1903, fue nombrado secretario del Archivo de Límites del Ministerio de Relaciones Exteriores y, posteriormente, de 1905 a 1906, secretario de la misión acreditada en Argentina para hacer la defensa del Perú en el litigio de límites con Bolivia, ya que el presidente argentino había sido nombrado árbitro de dicho diferendo. Pasó a España para culminar la compilación e impresión de la documentación peruana que sustentaba su defensa.
De 1907 a 1911 fue jefe de la División de Límites en el Ministerio de Relaciones Exteriores. En 1914 pasó a la legación peruana en Alemania como encargado de negocios y al año siguiente fue transferido con el mismo cargo a Bolivia.
En 1918 fundó el tercer Mercurio Peruano, revista de la que fue director hasta 1932.
En 1919, bajo el segundo gobierno de José Pardo fue nombrado ministro plenipotenciario en Uruguay, pero renunció al producirse el golpe de Estado de Augusto Leguía.
Regresó al Perú y se reincorporó a la docencia universitaria en San Marcos. Realizó una gira por los Estados Unidos, dictando conferencias en más de 40 universidades y colegios (1919-1920).
Nuevamente en el Perú, desde la Universidad de San Marcos abogó por la libertad de los presos políticos y protestó por la expropiación del diario La Prensa. Su oposición al gobierno de Leguía motivó que sufriera persecución política. Apresado, fue confinado en la Isla San Lorenzo, y luego desterrado.
Durante su exilio, pasó una temporada en Francia, donde se casó con Teresa Moreyra y Paz Soldán. Luego se dirigió a los Estados Unidos, donde dictó cátedra en las universidades de Columbia, Middlebury, Virginia y Miami, y conferenciante en la Universidad Johns Hopkins y en la Universidad de Chicago. Fue también funcionario del Instituto de Cooperación Intelectual de la Sociedad de Naciones.
En 1930, al caer el gobierno de Leguía, regresó al Perú y fue elegido diputado al Congreso Constituyente de 1931, por el Partido Descentralista y en representación de Arequipa. La impronta de su trabajo constituyente se registró en la Constitución peruana de 1933.
El segundo gobierno de Óscar R. Benavides lo reincorporó al servicio diplomático, designándolo ministro plenipotenciario en Colombia (1934-1935) y luego en Suiza (1936-1939). Fue también embajador especial en las Naciones Unidas (1936) y la Conferencia Internacional del Trabajo (1936).
Debido a su prestigio como internacionalista defensor de los intereses del Perú, fue requerido por su gobierno para integrar la delegación peruana que en Río de Janeiro negoció la solución del conflicto con Colombia (1934). También fue acreditado como miembro de la delegación peruana acreditada ante el gobierno de Estados Unidos, en el marco de las negociaciones de límites con el Ecuador (1938).
En 1945 presidió la delegación peruana en las Naciones Unidas, y posteriormente, entre 1959 y 1960, llegó a presidir la Asamblea General de dicho organismo.
Durante el segundo gobierno de Manuel Prado, fue Ministro de Relaciones Exteriores del Perú, de 8 de enero a 4 de abril de 1958.
Siempre vinculado a las actividades académicas, fue decano de la Facultad de Letras, Ciencias Políticas y Económicas, así como vicerrector y rector interino de la Pontificia Universidad Católica del Perú (1946-1947).  Fue gestor de la creación del Instituto Riva-Agüero en 1947. En 1965, fue nombrado Rector emérito de la PUCP.
Falleció en Nueva York, el 14 de diciembre de 1966, un día antes de cumplir 83 años.

## Pensamiento
Líder del socialcristianismo en el Perú, se incorporó a partir de 1956 al partido Acción Popular, entonces recién en formación, con lo que influyó en su ideología desde sus orígenes. También recogen el pensamiento de Víctor Andrés Belaúnde y reivindican su herencia intelectual la Democracia Cristiana y el Partido Popular Cristiano, entre otras agrupaciones políticas peruanas de tendencia conservadora.
En el debate social, su mirada del Perú fue netamente positiva. Según su propuesta, el Perú es una síntesis viviente en la que la cultura andina y la occidental española se habían fusionado creando una nueva civilización. Opinaba que ambas fuentes son buenas, a pesar de las sombras que puedan haber oscurecido ciertas etapas de nuestra historia. Se opuso a teorías más antagónicas como la de José Carlos Mariátegui que, influenciado por el socialismo de inicios del siglo XX, declaraba la preeminencia de la raza indígena frente al criollo y al blanco, o al mismo Haya de la Torre que también valoraba más el aporte indígena pero no se mostraba en tan franca oposición al influjo occidental en América Latina como Mariátegui.
Belaúnde no tuvo un afán proselitista ni un espíritu partidario muy arraigado, por lo que sus ideas quedaron con el tiempo guardadas en ámbitos académicos algo cerrados y con poca difusión. Tanto el Partido Socialista, fundado por J.C. Mariátegui, como el APRA, fundado por Haya de la Torre, sí se dedicaron sistemáticamente a transmitir sus ideas a las bases sociales, con lo que ganaron mucha mayor fuerza en el devenir histórico posterior peruano.
En el plano internacional, destacó como el primer peruano en ocupar un alto cargo en la ONU: Presidente de la Asamblea General de las Naciones Unidas (en 1959 y 1960), responsabilidad y honor solo posibles por el reconocimiento que la comunidad internacional. Además fue presidente del Consejo de Seguridad de las Naciones Unidas en 3 periodos.
Tanto en sus escritos como en sus discursos reveló un dominio magistral de la lengua, así como respetuosos modales tradicionales y una proclividad al diálogo. Apasionado en la defensa de sus ideales, fue uno de los principales promotores de la defensa del sufragio femenino.

## Descendencia
Se casó con su prima lejana Sofía Yrigoyen Diez-Canseco, hija de Manuel Yrigoyen Arias y de Mercedes Diez-Canseco y de Olazábal. La pareja tuvo dos hijas, una de ellas madre de José Antonio y Víctor Andrés García Belaúnde.
En 1923, durante su exilio en París, se volvió a casar con Teresa Moreyra y Paz-Soldán, hermana de Carlos Moreyra y Paz Soldán, con quien tuvo siete hijos, entre ellos Antonio Belaúnde Moreyra y Martín Belaúnde Moreyra.

## Principales cargos desempeñados
- Presidente de la Asamblea General de las Naciones Unidas (1959 y 1960).
- Presidente del Consejo de Seguridad de las Naciones Unidas, en tres periodos.
- Ministros de Relaciones Exteriores del Perú.
- Congresista de la República, por el departamento de Arequipa. Asamblea Constituyente (1931-1933)
- Rector Protémpore de la Pontificia Universidad Católica del Perú (1946-1947).
- Fundador y director del tercer Mercurio Peruano (1918).
- Miembro de la Academia Nacional de la Historia del Perú.
- Miembro de la Sociedad Geográfica de Lima.
- Miembro Fundador de la Sociedad Peruana de Filosofía (1940).
- Fundador y primer presidente de la Sociedad Peruana de Filosofía.
- Fundador y primer presidente del Instituto Riva-Agüero.
- Presidente de la Academia Peruana de la Lengua.
- Caballero de la venerable Hermandad del Santo Sepulcro del Templo de Santo Domingo de Arequipa (1894).
- Caballero de la Virgen de la O en la Iglesia de San Pedro de Lima Jesuitas.
- Miembro del primer Consejo Directivo de la Asociación Cristiana de Jóvenes del Perú (YMCA) junto con Julio C. Tello Rojas, Edmundo Haya de la Torre, José Gálvez Barrenechea, Luis Alberto Sánchez Sánchez, Alberto Arca Parró, Víctor Andrés Belaúnde Diez Canseco, Rafael Belaúnde Diez Canseco, Isaac Lindley Stoppanie, Eduardo Dibós Dammert, Max Reiser Gasser, Alex Oechsle Pruss, entre otros. También, Carl L. Johnson y Jay C. Field, misioneros norteamericanos.

## Publicaciones
- La filosofía del Derecho y el método positivo (1904)
- El Perú antiguo y los modernos sociólogos (1908)
- Ensayos de psicología nacional (1912)
- La crisis presente (1914)
- Meditaciones peruanas (1917)
- La desviación universitaria (1917)
- La realidad nacional (1931)
- El Cristo de la Fe y los Cristos literarios (1936)
- Peruanidad (1942)
- La síntesis viviente (1950)
- Inquietud, serenidad, plenitud (1951)
- El planteamiento del problema nacional (1962)
- Memorias (3 vols., 1960-1962; 2 vols., 1967)
- Veinte años de Naciones Unidas (1966)
- La vida universitaria (1987)

## Condecoraciones
- Gran Cruz de la Orden de Alfonso XII, España.
- Gran Cruz de la Orden del Sol, Perú.
- Gran Cruz de la Orden de San Silvestre, Santa Sede.
- Gran Oficial de la Orden del Libertador, Venezuela.
- Gran Oficial de la Orden de Boyacá, Colombia.
- Gran Oficial de la Orden del Cóndor, Bolivia.
- Oficial de la Orden de la Cruz del Sur, Brasil.